# Östra Göinge kontrakt
Östra Göinge kontrakt var ett kontrakt i Lunds stift inom Svenska kyrkan. Ingående församlingar låg i Osby kommun och Östra Göinge kommun. Kontraktet upphörde 2018 och dess församlingar överfördes då till Göinge kontrakt.
Kontraktskoden var 0716. 

## Administrativ historik
Kontraktet bildades 1722 när Göinge kontrakt delades. Sedan 1736 omfattar kontraktet
- Hästveda församling som 1973 överfördes till Västra Göinge kontrakt
- Farstorps församling som 1973 överfördes till Västra Göinge kontrakt
- Färlövs församling som 1973  överfördes till Gärds kontrakt
- Norra Strö församlingsom 1973  överfördes till Gärds kontrakt
- Östra Broby församling som 2014 uppgick i Broby-Emmislövs församling
- Emmislövs församling som 2014 uppgick i Broby-Emmislövs församling
- Glimåkra församling
- Örkeneds församling
- Osby församling som 2006 uppgick i Osby-Visseltofta församling
- Loshults församling
- Hjärsås församling
- Knislinge församling som 2006 uppgick i Knislinge-Gryts församling
- Kviinge församling
- Gryts församling som 2006 uppgick i Knislinge-Gryts församling

1962 tillförde från Västra Göinge kontrakt
- Önnestads församling som 1973 överfördes till Gärds kontrakt

1973 tillfördes från Västra Göinge kontrakt
- Visseltofta församling som 2006 uppgick i Osby-Visseltofta församling